# Sergio Gioino
Sergio Alejandro Gioino Ponce (San Nicolás, Buenos Aires, Argentina, 27 de marzo de 1974) es un exfutbolista argentino nacionalizado chileno. Actualmente es presidente de Ñublense.

## Trayectoria
Comenzó su trayectoria en las inferiores del club San Jorge (de la ciudad de San Jorge, provincia de Santa Fe, Argentina), a los 16 años se unió a las divisiones inferiores de Newell's Old Boys, donde estuvo 3 meses. A los 20 años, regreso a Newell's, pero se lesionó de gravedad, debiendo volver a San Jorge.
Luego partió a la primera división de Chile donde comenzó a jugar por Provincial Osorno, después de una temporada fue contratado por Coquimbo Unido, donde ratificó sus pergaminos goleadores, para posteriormente pasar a Deportes Iquique. Tras el paso por el cuadro celeste, ancla en Huachipato, donde luego es adquirido el hasta ese entonces campeón del fútbol Chileno, Universidad Católica, donde obtuvo la Liguilla Pre-Sudamericana 2003 y marcó 12 goles. A fines de 2003 fue marginado por el entrenador Óscar Meneses debido a las críticas que Gionio realizó contra el juego de la UC.
En 2004 fue transferido a la Universidad de Chile. En su debut anotó 2 goles ante el clásico rival de la "U", Colo-Colo, partido que terminó en goleada por 4-0, ganándose así el reconocimiento entre los fanáticos de su club. Ganó el torneo de Apertura 2004 con la "U" y fue el segundo goleador del torneo.
En 2005, tras una destacada Copa Libertadores con el conjunto laico, fue adquirido a préstamo por el Palmeiras de Brasil, donde tras un buen comienzo, no logró un rendimiento destacado, pese a las oportunidades brindadas por Paulo Bonamigo primero y Emerson Leão después, por lo que el club no ejecutó la opción de compra. Sin lugar en el Palmeiras, regresó a la U en 2006, donde tampoco jugó bien. Su falta de gol lo obligó a permanecer en el banco de suplentes del equipo y en ocasiones incluso fuera de la citación.
En 2007 recala en Unión Española, donde se presumía que sería titular en la oncena dirigida por el director técnico Héctor Pinto, el mismo que lo llevó en 2004 a Universidad de Chile, pero el bajo rendimiento volvió a hacerse presente, y su lugar comenzó a ser ocupado por hombres como Mathías Vidangossy, Mario Cáceres o Julio Gutiérrez, siendo el segundo semestre aún menos positivo que el primero.
La temporada 2008 vistió los colores del SE Gama del Campeonato Brasileño de Serie B.
El año 2009 regresa a Chile para fichar en Coquimbo Unido, donde jugó en la Primera B con el afán de ascender a la serie de honor, objetivo que no se consiguió. Finalmente decide retirarse definitivamente del fútbol para dedicarse a sus negocios.
Tras una carrera como representante de jugadores, en junio de 2022 se desligó completamente de dichas responsabilidades, tras ser nombrado como nuevo Presidente de Ñublense. Tras una gran campaña en el torneo oficial de 2022, con el conjunto chillanejo clasificado a Copa Libertadores, su gestión ha sido criticada por los malos resultados a nivel local, no lograr jugar la Copa internacional en el Estadio Nelson Oyarzun de Chillán, transferir a gran parte de la plantilla y no reforzarla correctamente, y finalmente la eliminación por secretaría de la Copa Chile 2023. En septiembre de 2023, luego de anunciarse la salida del director técnico Jaime García, fue sindicado por los hinchas como el culpable de la salida del entrenador de la banca chillaneja, revelándose una discusión que habría tenido con el entrenador tras un entrenamiento del equipo en que los jugadores Lorenzo Reyes y Manuel Rivera habrían peleado.

## Clubes
| Club                 | País      | Año       |
| -------------------- | --------- | --------- |
| San Jorge            | Argentina | 1996      |
| Provincial Osorno    | Chile     | 1997      |
| Coquimbo Unido       | Chile     | 1998      |
| Deportes Iquique     | Chile     | 1999      |
| Huachipato           | Chile     | 2000-2002 |
| Universidad Católica | Chile     | 2003      |
| Universidad de Chile | Chile     | 2004-2005 |
| Palmeiras            | Brasil    | 2005-2006 |
| Universidad de Chile | Chile     | 2006      |
| Unión Española       | Chile     | 2007      |
| Gama                 | Brasil    | 2008      |
| Coquimbo Unido       | Chile     | 2009      |

## Palmarés

### Campeonatos nacionales
| Título           | Club                 | País  | Año    |
| ---------------- | -------------------- | ----- | ------ |
| Primera División | Universidad de Chile | Chile | 2004-A |